# Unione Radicale Nazionale
L'Unione Radicale Nazionale (in greco moderno: Ἐθνικὴ Ῥιζοσπαστικὴ Ἕνωσις - ΕΡΕ, Ethnikī́ Rizospastikī́ Énōsis - ERE) è stato un partito politico greco di orientamento conservatore; affermatosi nel 1956 su iniziativa di Kōnstantinos Karamanlīs, si presentava come successore di Raggruppamento Ellenico.
L'ERE ereditò la posizione di potere dell'ES, e Karamanlis divenne primo ministro. Sotto il suo governo il paese visse un periodo di crescita economica. Conservò la carica sino al 1963, quando, dopo l'ennesima vittoria al voto nel '61, fu accusato di frode elettorale dai suoi oppositori. Indignato, Karamanlis si dimise sia dal governo, sia dalla guida del partito. Capo dell'ERE divenne allora il centrista Panagiōtīs Kanellopoulos, ed il paese si avviò a nuove elezioni, che furono vinte dall'EK di Georgios Papandreou. L'ERE rimase all'opposizione sino al 1967, quando Kanellopoulos ricevette l'incarico di guidare l'ultimo effimero governo prima della dittatura dei colonnelli.
Nel 1967, in seguito all'instaurazione della dittatura dei colonnelli, fu messo al bando; nel 1974, col ripristino delle istituzioni democratiche, dette vita a Nuova Democrazia.

## Risultati
| Elezione          | Voti      | %     | Seggi     |
| ----------------- | --------- | ----- | --------- |
| Parlamentari 1956 | 1.594.112 | 47,38 | 165 / 300 |
| Parlamentari 1958 | 1.583.885 | 41,16 | 171 / 300 |
| Parlamentari 1961 | 2.347.824 | 50,81 | 176 / 300 |
| Parlamentari 1963 | 1.837.377 | 39,37 | 132 / 300 |
| Parlamentari 1964 | 1.621.546 | 35,26 | 99 / 300  |
| 1.                |           |       |           |